# Saint-Ambroix (Gard)
Saint-Ambroix ist eine französische Gemeinde mit 3353 Einwohnern (Stand 1. Januar 2022) im Département Gard der Region Okzitanien.

## Geografie
Saint-Ambroix liegt am Mittellauf des touristisch geprägten Tals der Cèze, in der Nähe von Alès. Der Ort liegt an der Bahnlinie Alès – Bessèges.

## Bevölkerungsentwicklung
| Jahr                       | 1962 | 1968 | 1975 | 1982 | 1990 | 1999 | 2009 | 2017 |
| Einwohner                  | 3731 | 4164 | 3815 | 3845 | 3517 | 3365 | 3349 | 3162 |
| Quellen: Cassini und INSEE |      |      |      |      |      |      |      |      |

## Partnerschaften
Saint-Ambroix unterhält Partnerschaften mit der mittelhessischen Stadt Aßlar und der italienischen Gemeinde Fossato di Vico (Umbrien).